# Нова-Модика
Нова-Модика (порт. Nova Módica) — муниципалитет в Бразилии, входит в штат Минас-Жерайс. Составная часть мезорегиона Вали-ду-Риу-Доси. Входит в экономико-статистический микрорегион Говернадор-Валадарис. Население составляет 4100 человек на 2006 год. Занимает площадь 377,009 км². Плотность населения — 10,2 чел./км².

## История
Муниципалитет основан 1 марта 1963 года.

## Статистика
- Валовой внутренний продукт на 2003 год составляет 13 028 085,00 реалов (данные: Бразильский институт географии и статистики).
- Валовой внутренний продукт на душу населения на 2003 год составляет 3279,98 реалов (данные: Бразильский институт географии и статистики).
- Индекс развития человеческого потенциала на 2000 год составляет 0,659 (данные: Программа развития ООН).